# 田辺南北
田辺 南北（たなべ なんぼく、1949年7月9日 - ）は、講談協会に所属する講談師。本名∶石井 光夫。

## 経歴
- 錦城学園高等学校卒業。
- 1969年
  - 川村芸能学院卒業。
  - バンド活動開始。
- 1974年∶田辺一鶴に入門。前座名「南北」。
- 1980年∶二ツ目昇進。
- 1988年∶真打昇進。

2012年に癌の手術をし現在も闘病中。